# Yaxley F.C.
Yaxley F.C. là câu lạc bộ bóng đá Anh tọa lạc ở Yaxley, gần Peterborough, Cambridgeshire. Hiện tại CLB là thành viên của United Counties League và thi đấu trên sân Leading Drove.

## Lịch sử
CLB được thành lập năm 1962 và gia nhập Division Three South thuộc Peterborough & District League. Năm 1963 họ đổi tên thành Yaxley British Legion và năm 1965 được thăng hạng lên Division Two. Mặc dù họ bị xuống chơi lại ở Division Three South năm 1967, nhưng họ đã trở lại Division Two sau khi vô địch Division Three South mùa giải 1968–69. Đội bóng vô địch Division Two mùa 1970–71 và lên chơi ở Division One. Năm sau đó tên của đội bóng bỏ đi chữ British Legion. Sau khi cán đích ở vị trí thứ 2 trong 4 mùa giải liên tiếp thì họ thăng hạng lên Premier Division năm 1975, cùng với lúc họ vô địch Huntingdonshire Senior Cup lần đầu tiên. Mùa tiếp theo đó họ vô địch Senior Cup.
CLB vô địch Premier Division ở mùa giải 1976–77 và một lần nữa ở mùa 1983–84, một mùa bóng mà họ giành chức vô địch Hunts Senior Cup lần thứ hai. Năm 1986 đội bóng đổi tên thành Coalite Yaxley là một phần của hợp đồng tài trợ. Năm 1988 họ là những sáng lập viên của Division One thuộc Eastern Counties League. Sự thay đổi nhà tài trợ ở năm 1990 chứng kiến CLB đổi tên thành Clarksteel Yaxley. Năm 1992, CLB bị trục xuất khỏi ECL khi sân Middleton Road của họ không đáp ứng đủ tiêu chuẩn của liên đoàn (nó chỉ nằm trong công viên, không có khán đài và hầm theo dõi trận đấu tạm thời trong các trận đấu) và kế hoạch xây dựng sân mới được tiến hành. CLB bị rớt xuống Huntingdonshire League. Năm 1994 họ gia nhập West Anglia League và trở thành nhà vô địch đầu tiên của liên đoàn đó.
Năm 1995, cuối cùng họ cũng chuyển đến sân vận động mới và được chấp nhận tham gia vào Division One thuộc United Counties League. Họ vô địch ở mùa thứ hai và được thăng hạng lên Premier Division. CLB vô địch Hunts Senior Cup ở các mùa giải 1998–99, 2003–04, 2004–05 (một mùa bóng mà CLB cũng vô địch Hunts Premier Cup) và 2007–08, cũng như vô địch League Cup mùa bóng 2005–06.

## Các danh hiệu
- United Counties League
  - Vô địch Division One: 1996–97
  - Vô địch League Cup: 2005–06
- West Anglia League
  - Vô địch: 1994–95
- Peterborough & District League
  - Vô địch Premier Division: 1976–77, 1983–84
  - Vô địch Division Two: 1970–71
  - Vô địch Division Three South: 1968–69
- Hunts Premier Cup
  - Vô địch: 2004–05
- Hunts Senior Cup
  - Vô địch: 1974–75, 1975–76, 1982–83, 1983–84, 1998–99, 2003–04, 2004–05, 2007–08

## Các kỉ lục
- Số khán giả đến xem nhiều nhất: 300 vs Wisbech Town, đấu lại vòng sơ loại FA Vase 1982–83.[1]